# Lidl

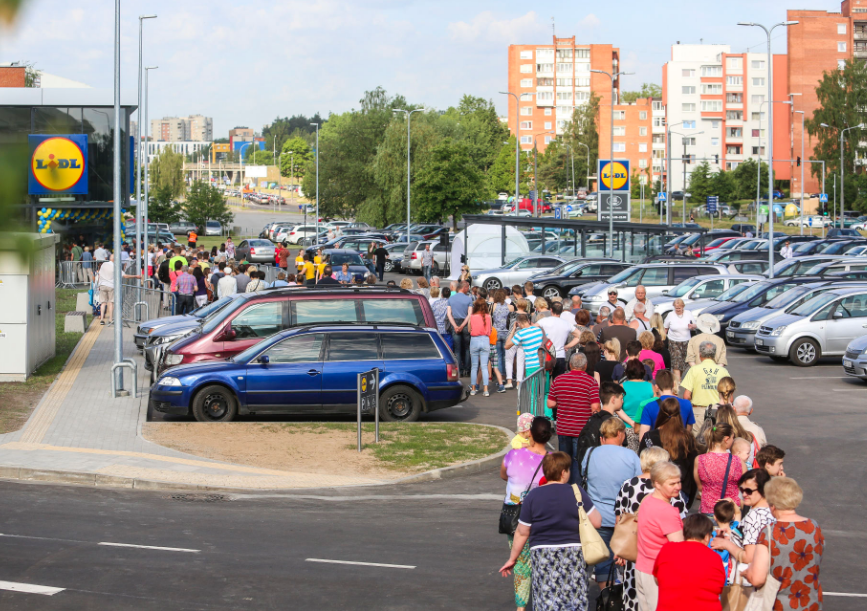
Abertura de uma loja Lidl 2016 em Vilnius, Lituania.

O Lidl é uma rede de supermercados de origem alemã, presente em 32 países em todo o mundo. Foi fundada por Josef Schwarz por volta dos anos 1930, em Ludwigshafen, Alemanha. 
Pertence ao Grupo Schwarz, o maior grupo de retalho na Europa. Depois da abertura da primeira loja Lidl, em 1945, tornou-se o maior grupo de varejo alemão, com mais de 12.000 lojas em toda Europa e nos Estados Unidos. De acordo com um estudo publicado pela empresa de consultoria Deloitte, o Grupo Schwarz, empresa-mãe do Lidl, é agora o sexto maior grupo comercial do mundo.

## História

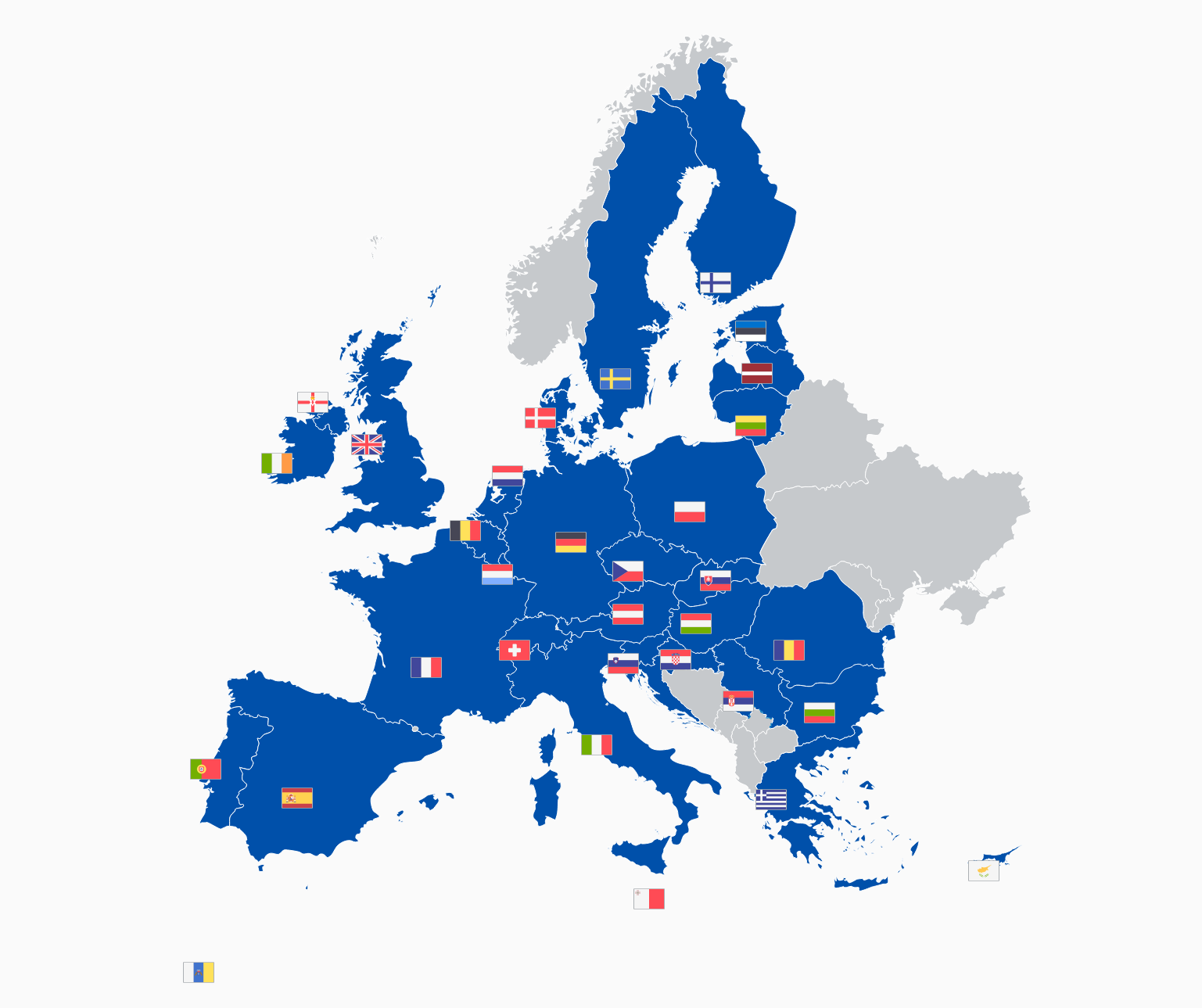
Países europeus onde a Lidl está presente

A origem da empresa Lidl remonta aos anos 1930 em Heilbronn. Josef Schwarz entrou em 1930 como sócio pessoalmente responsável na empresa Lidl & Co., que em seguida foi renomeado Lidl & Schwarz KG. Depois da Segunda Guerra Mundial o filho de Josef Schwarz, Dieter Schwarz, transformou a empresa como maior discounter mundialmente. Após a abertura das primeiras lojas Lidl na zona de Ludwigshafen nos anos 1945, a expansão na Alemanha deu-se até aos finais dos anos 1980, sendo que a internacionalização se iniciou em 1989. Atualmente, existem lojas em quase todos os países da Europa. O Lidl possui — à frente de todos os outros distribuidores — a maior rede de lojas alimentares da linha discount na Europa.
Lidl tem agora 11.250 lojas e mais de 200 centros de distribuição no mundo, contando com mais de 310.000 trabalhadores. No final de 2019 as vendas geradas foram de 112.700 milhões de euros.

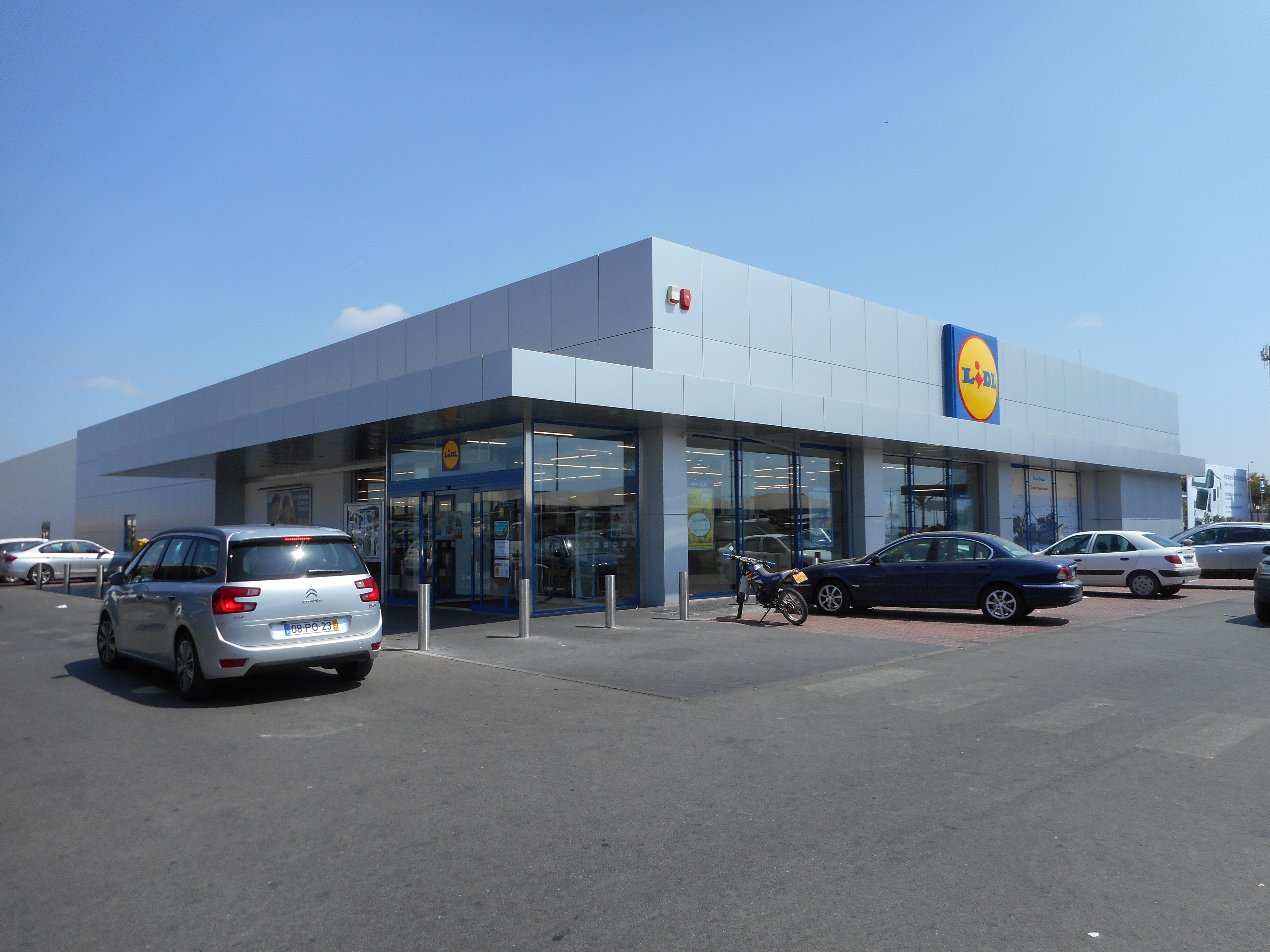
Lidl em Albufeira, Faro.

## Portugal
O Lidl entrou no mercado português em 1995, com a inauguração do seu 1.º entreposto em Sintra e abertura simultânea de 13 lojas no dia 19 de julho, revolucionando assim o setor da grande distribuição em Portugal.
Em dezembro de 2020, o Lidl tem em Portugal cerca de 7000 colaboradores, distribuídos por 260 lojas e quatro direções regionais e entrepostos, para além da sede: Famalicão (Norte), Torres Novas (Oeste), Sintra (Centro) e Palmela (Sul).